# Felix Mišutka
Felix Mišutka (* 24. prosince 1965) je někdejší slovenský fotbalista.

## Fotbalová kariéra
V československé lize hrál za tým ZVL Žilina. Nastoupil ve 20 ligových utkáních a dal 2 góly.

## Ligová bilance
| Ročník                                      | Zápasy | Góly | Klub       |
| ------------------------------------------- | ------ | ---- | ---------- |
| 1. československá fotbalová liga 1986/87    | 7      | 1    | ZVL Žilina |
| 1. československá fotbalová liga 1987/88    | 13     | 1    | ZVL Žilina |
| 1. slovenská národní fotbalová liga 1988/89 | 2      | 0    | ZVL Žilina |
| CELKEM                                      | 20     | 2    |            |